# Lega del Filo d'Oro
La Lega del Filo d'Oro è una fondazione senza scopo di lucro italiana fondata nel 1964. L'associazione è impegnata nell’assistenza, l’educazione, la riabilitazione, il recupero e la valorizzazione delle potenzialità residue e il sostegno alla ricerca della maggiore autonomia possibile delle persone sordocieche e con pluridisabilità psicosensoriale. 

## Storia
L'associazione è stata fondata nel 1964 da Sabina Santilli, sordocieca dall'infanzia, con l'aiuto di Don Dino Marabini (un giovane sacerdote) e un gruppo di volontari ed è divenuta ente morale dal 1967 e ONLUS (Organizzazione Non Lucrativa di Utilità sociale) dal 1998. Ha la propria sede nazionale nelle Marche, ad Osimo, dove opera con un centro di riabilitazione riconosciuto dalla regione Marche "Unità speciale per sordociechi e pluriminorati psicosensoriali". Il suo concetto ispiratore è Un filo prezioso che unisce il sordocieco con il mondo esterno.
Nel 2004, a Lesmo, è stata completata la costruzione ed avviata l'attività di un nuovo centro socio sanitario residenziale, per utenti sordociechi e pluriminorati psicosensoriali giovani e adulti, con una capacità di 42 posti a tempo pieno. 
Nel 2007, a Molfetta, viene attivato un ulteriore centro socio sanitario residenziale, destinato a giovani e adulti della Puglia, realizzato attraverso l'adeguamento di una struttura ex preventorio di proprietà della ASL, con una capacità di 40 posti a tempo pieno più 15 posti a degenza diurna. 
Nel 2010 a Termini Imerese, conclusi i lavori di adeguamento e ampliamento di una struttura della Regione, viene avviata l'attività di un centro sanitario residenziale per giovani e adulti sordociechi della Sicilia, con una capacità di 24 posti a tempo pieno più 8 posti a degenza diurna.
Nel 2013 a Modena, dopo il completamento del progetto iniziato da una preesistente associazione, ha preso il via l'attività del centro socio riabilitativo residenziale che a regime sarà in grado di ospitare 24 utenti adulti a tempo pieno.
La Lega del Filo d'Oro è inoltre presente a livello nazionale con i servizi territoriali, presso gli stessi centri di Lesmo, Modena, Osimo, Molfetta, Termini Imerese e presso le sedi territoriali di Padova (dal 2015), Roma (dal 1993), Napoli (dal 1996), Novara, Pisa (dal 2020) e San Benedetto dei Marsi(dal 2024).
Il 20 dicembre del 2014 l'associazione ha festeggiato il suo 50º anniversario.
Il 7 luglio del 2016 è stata firmata con la Regione Marche la convenzione relativa allo stanziamento a sostegno della realizzazione del nuovo centro nazionale di Osimo.
Nel 2020 l'assemblea straordinaria dei soci approva il passaggio della Lega del Filo d'Oro da associazione Onlus a fondazione Onlus.
Il 30 marzo del 2023 viene inaugurato il Centro Nazionale alla presenza del Presidente della Repubblica Sergio Mattarella.
Con il decreto 510 del 7 settembre 2023 dell’Ufficio del Registro Unico Nazionale del Terzo settore della Regione Marche, la Lega del Filo d’Oro completa il passaggio a Ente del Terzo Settore e diventa Fondazione Lega del Filo d’Oro – E.T.S. – Ente Filantropico.
Il 27 marzo del 2024 viene presentato alla Camera dei Deputati il “Manifesto delle persone sordocieche” e l’evento istituzionale dà il via alle celebrazioni del 60º anniversario della Fondazione.

L’Unità Speciale di Osimo ha ricevuto dalla Regione Marche l’accreditamento istituzionale di livello eccellente con Decreto n. 161 AUA del 24 luglio 2024

Francobollo emesso nel 2004 in occasione del quarantennale della fondazione

## Attività
Il compito primario della Fondazione è l’assistenza, l’educazione, la riabilitazione, il recupero e la valorizzazione delle potenzialità residue e il sostegno alla ricerca della maggiore autonomia possibile delle persone sordocieche e con pluridisabilità psicosensoriale. Per questo l'ente ha istituito un proprio centro di ricerca, collabora con numerosi istituti universitari ed è in contatto con le istituzioni europee e con enti ed organizzazioni italiane ed estere.
Inoltre l'ente è impegnato nella ricerca di una maggiore salvaguardia dei diritti delle persone sordocieche ed è stato parte attiva per il riconoscimento in Italia della sordocecità quale disabilità unica e specifica, così come previsto dal Parlamento Europeo sulla "Dichiarazione scritta sui diritti delle persone sordocieche" del 12 aprile 2004. Tale impegno ha favorito in seguito l'approvazione della legge 24/06/2010 n.107 "Misure per il riconoscimento dei diritti alle persone sordocieche" (g.u. n. 161 del 13/07/2010).
La Lega del Filo d'Oro promuove numerose iniziative nel campo della divulgazione scientifica e della formazione e gestisce corsi per operatori specializzati. Cura inoltre per i suoi utenti l'organizzazione dei soggiorni estivi, di momenti socio-ricreativi e culturali, di gite e pratiche sportive, per la cui realizzazione rappresentano una risorsa fondamentale i volontari preparati e qualificati grazie a specifici corsi di formazione.
Le attività dell'ente vengono solo parzialmente finanziate da fondi pubblici, tanto che il lavoro svolto dal settore comunicazione e raccolta fondi risulta di fondamentale importanza: questo promuove un'intensa azione di sensibilizzazione a livello nazionale con campagne di comunicazione ed iniziative di raccolta fondi rivolte a privati, aziende e fondazioni. Le risorse private nel loro complesso costituiscono circa i due terzi delle entrate del bilancio, tra cui anche i lasciti testamentari rappresentano una voce rilevante.

## La sordocecità e la pluridisabilità psicosensoriale
La sordocecità è la combinazione di una minorazione visiva con una uditiva, totale o parziale; la pluriminorazione psicosensoriale si ha quando, alla minorazione della vista o dell'udito, se ne aggiungono altre come la disabilità intellettiva, deficit motori, problemi comportamentali.
Secondo il primo studio sul fenomeno della sordocecità promosso dalla Lega del Filo d'Oro e realizzato dall'ISTAT, in Italia le persone affette da problematiche legate sia alla vista che all'udito sono 189.000, pari allo 0,3% della popolazione italiana e quasi 10.000 i bambini e ragazzi che convivono con almeno una delle due disabilità.

## Sedi
La Fondazione è presente in undici regioni con cinque centri residenziali e annessi servizi territoriali a:
- Osimo (sede nazionale)
- Modena
- Lesmo
- Molfetta
- Termini Imerese

Inoltre vi sono sei sedi territoriali dove si promuove una collaborazione con i servizi sul territorio per favorire l'assistenza alle persone sordocieche, attivando progetti personalizzati, formando e coordinando gruppi di volontari a livello locale, sensibilizzando e offrendo informazione:
- Roma
- Napoli
- Padova
- Pisa
- Novara
- San Benedetto dei Marsi

## Gli organi istituzionali
Gli organi istituzionali in carica, ricoperti a titolo volontaristico, sono il consiglio di amministrazione, Il collegio dei revisori dei conti, il comitato delle persone sordocieche, il comitato dei familiari e il comitato tecnico scientifico ed etico. 
Gli ultimi presidenti del consiglio di amministrazione sono:
- Guido De Nicola (27/04/1975)
- Mario Trapanese (20/04/1996)
- Francesco Marchesi (29/04/2011)
- Rossano Bartoli (in carica dal 02/10/2018)

## Testimonial
Dal 1989 il musicista Renzo Arbore è testimonial dell'Ente e, per questa sua attività, il 15 gennaio 2022 è stato nominato Cavaliere di Gran Croce al Merito della Repubblica italiana dal Presidente della Repubblica Sergio Mattarella. Dal dicembre 2014 lo affianca l'attore marchigiano Neri Marcorè.

## Centro nazionale
La Lega del Filo d'Oro ha iniziato nel 2013 la realizzazione del nuovo centro nazionale ad Osimo, che possa raccogliere in un unico polo di alta specializzazione tutti i servizi esistenti dislocati precedentemente in 15 edifici diversi. Il beneficio maggiore di questo progetto è quello di un importante incremento dei posti disponibili presso il centro di riabilitazione, da 56 a 80 per quelli a tempo pieno (+43%) e da 15 a 20 (+33%) per l'accoglienza diurna, con la conseguente riduzione delle lunghe liste di attesa, oltre alla possibilità di usufruire di ambienti appositamente progettati per rispondere alle esigenze specifiche degli utenti.
Il primo lotto è stato inaugurato il 1º dicembre 2017, mentre il secondo lotto è stato inaugurato il 30 marzo 2023.